# Saison 1 des Demoiselles du téléphone
 (septembre 2024).
Si vous disposez d'ouvrages ou d'articles de référence ou si vous connaissez des sites web de qualité traitant du thème abordé ici, merci de compléter l'article en donnant les références utiles à sa vérifiabilité et en les liant à la section « Notes et références ».
Chronologie
Saison 2
Cet article présente le guide des épisodes de la série télévisée espagnole Les Demoiselles du téléphone.

## Synopsis
En 1928, une entreprise moderne de télécommunications fait ses débuts à Madrid. La série raconte le tournant que prend la vie de quatre jeunes femmes quand elles s'installent à la capitale pour travailler dans cette entreprise. Les quatre femmes sont toujours liées à leurs familles, leurs couples ou leurs souvenirs.

## Distribution

### Acteurs principaux
- Blanca Suárez (VF : Véronique Desmadryl) : Alba Romero Méndez / Lidia Aguilar Dávila
- Yon González (VF : Yann Guillemot) : Francisco Gómez
- Ana Fernández (VF : Magali Rosenzweig) : Carlota Rodríguez de Senillosa
- Maggie Civantos (VF : Peggy Martineau) : Ángeles Vidal
- Nadia de Santiago (VF : Margaux Maillet) : María Inmaculada « Marga » Suárez
- Martiño Rivas (VF : Pascal Nowak) : Carlos Cifuentes

### Acteurs récurrents
- Ana María Polvorosa (VF : Nathalie Kanoui) : Sara Millán
- Sergio Mur (VF : Jean-Marco Montalto) : Mario
- Borja Luna (VF : Stéphane Ronchewski) : Miguel Pascual
- Nico Romero (es) (VF : Guillaume Beaujolais) : Pablo Santos
- Iria del Río (VF : Claire Morin) : Carolina Morena
- Ángela Cremonte (VF : Laëtitia Godès) : Elisa Cifuentes
- Carlos Kaniowsky (VF : Benoît Allemane) : Inspector Beltrán
- Concha Velasco (VF : Marie-Martine) : Doña Carmen

## Épisodes
Les huit épisodes de la première saison des Demoiselles du téléphone sont :

### Épisode 3:Les Mensonges
Lidia éveille les soupçons auprès de ses collègues. La police intervient. L’inspecteur Beltran propose un nouveau marché à Lidia : le silence sur son identité contre une importante somme d'argent. Lidia devra trouver l'agent seule, sans l'aide de quiconque.
Entre Mario et Ángeles, les choses vont de plus en plus mal.

### Épisode 5:Le Passé
Carolina découvre la véritable identité de Lidia et en informe Elisa, la femme de Francisco. Elisa comprend alors que Lidia est la maitresse de son mari. Carlota écoute l’échange téléphonique et sait désormais qui est vraiment Lidia.
Ángeles perd son bébé à la suite des coups qu'elle a reçus de son mari. Marga, Lidia et Carlota tentent de l’aider à s’enfuir mais la loi du mariage la force à rester avec son mari.
Lidia se présente à un dîner aux bras de Carlos ce qui permet à Francisco de démentir sa relation avec la jeune femme. Elisa s’excuse d’avoir douté de son mari.

### Épisode 6:La Famille
Ángeles demande de l’aide à Lidia pour quitter son mari et s’enfuir en toute discrétion. Lidia réussit à lui procurer des faux papiers et organise son départ.
Sara, qui fréquente le Lyceum de Madrid avec Carlota, est arrêtée par la police et mise en prison. Carlota demande à son père d’intervenir pour libérer son amie. Elle tente également d’obtenir de l’aide de la part de Don Ricardo Cifuentes.
Pablo a quitté sa fiancée et se réconcilie avec Marga.
Carlos se dispute sévèrement avec son père. À l’issue de cette altercation, Don Ricardo fait une crise et meurt sur le champ.

### Épisode 7:La Perte
La famille Cifuentes est en deuil. Carlos décide de ne pas assister à l’enterrement de son père. Il se rend dans la salle des machines de la Compagnie et détruit le prototype du rotary, sujet de discorde entre lui et son père.
Francisco sait que Lidia a encore des problèmes avec Beltran et veut intervenir. Il se rend au domicile de l’inspecteur et le découvre mort, il récupère les photos compromettantes qu’utilisait Beltran pour faire chanter Lidia et s’enfuit.
À la lecture du testament de son père, Carlos découvre qu’il hérite de la Compagnie de téléphone ainsi que de toute la fortune familiale, au grand dam de sa sœur qui espérait que tout allait revenir à son mari Francisco. C’était d’ailleurs ce qui aurait dû produire selon les dernières volontés de Don Ricardo, mais n’ayant jamais été déposées chez le notaire, elles n’ont pas de valeur.
Carlos devient donc le directeur de la Compagnie et décide de remettre en marche le rotary. Marga apprend à ses amies que si le prototype voit réellement le jour, elles perdront toutes leur travail.

### Épisode 8:L'Amour
Lidia accepte la demande en mariage de Carlos. Étant maintenant libérée de Beltran elle peut faire ses propres choix.
Lidia dévoile son passé à Ángeles, Marga et Carlota et souhaite à présent leur venir en aide pour qu’elles ne perdent pas leur travail. Les jeunes femmes vont mettre en place un stratagème pour voler les plans encore non brevetés du rotary. Francisco se doute que Lidia manigance quelque chose.
Le jour de la présentation du prototype aux médias, alors que tout le monde est accaparé par le discours de Carlos, Lidia, aidée par l’ensemble des opératrices, réussit à récupérer les plans.